# Unus pro omnibus, omnes pro uno

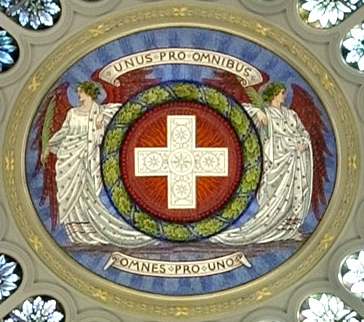
Здание бундестага (Берн): «Один за всех — все за одного»

Unus pro omnibus, omnes pro uno (нем. Einer für alle, alle für einen, фр. Un pour tous, tous pour un, итал. Uno per tutti, tutti per uno, романш. In per tuts, tuts per in) — латинская фраза, по-русски означающая «Один за всех, все за одного». Впервые была использована в романе французского писателя Александра Дюма-отца «Три мушкетёра», опубликованном по главам в газете «Сьекль» в 1844 году, и в XIX веке стала (неофициально) девизом Швейцарской Конфедерации.

## Традиционный девиз Швейцарии

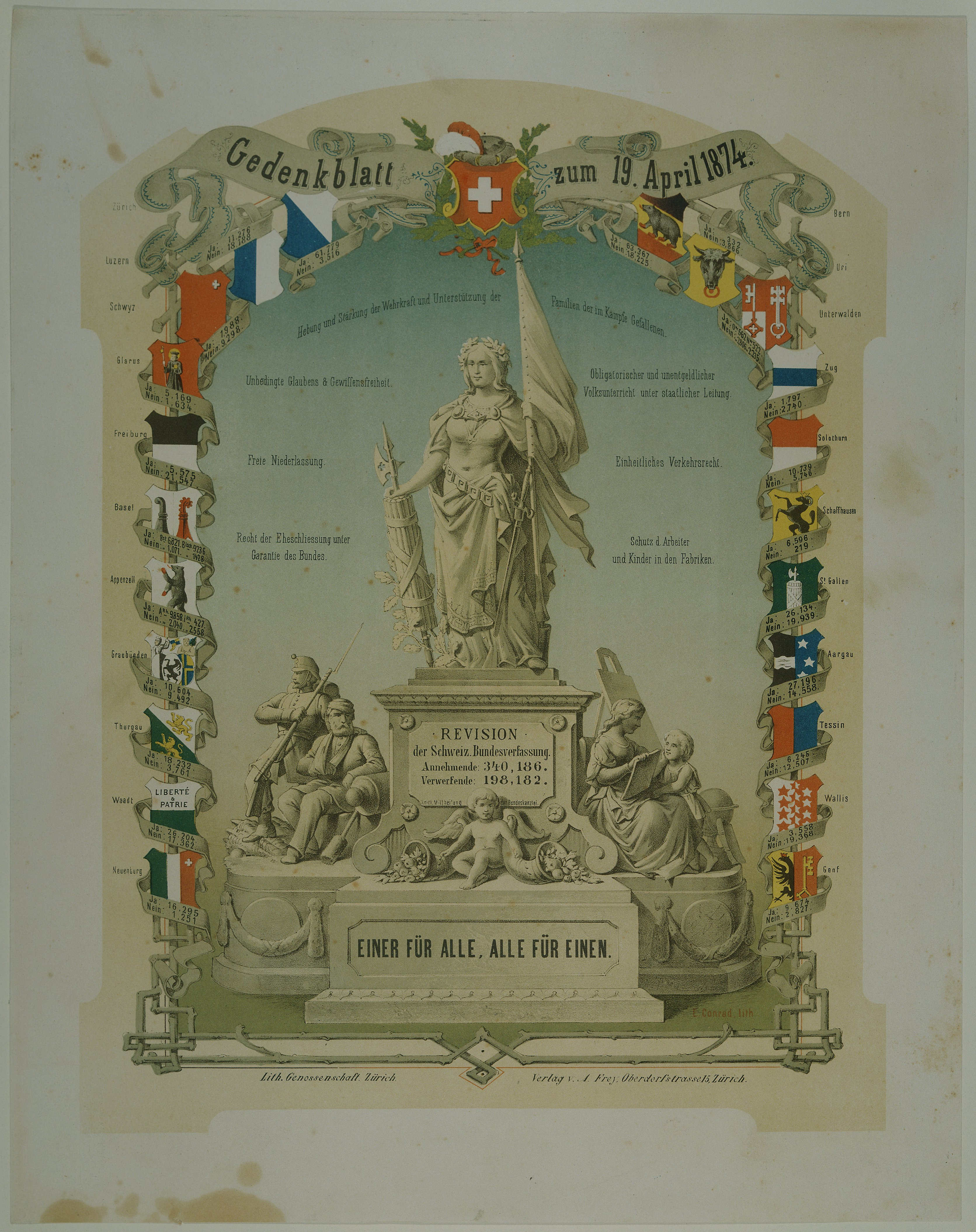
Памятный лист об изменении конституции в 1874 г.

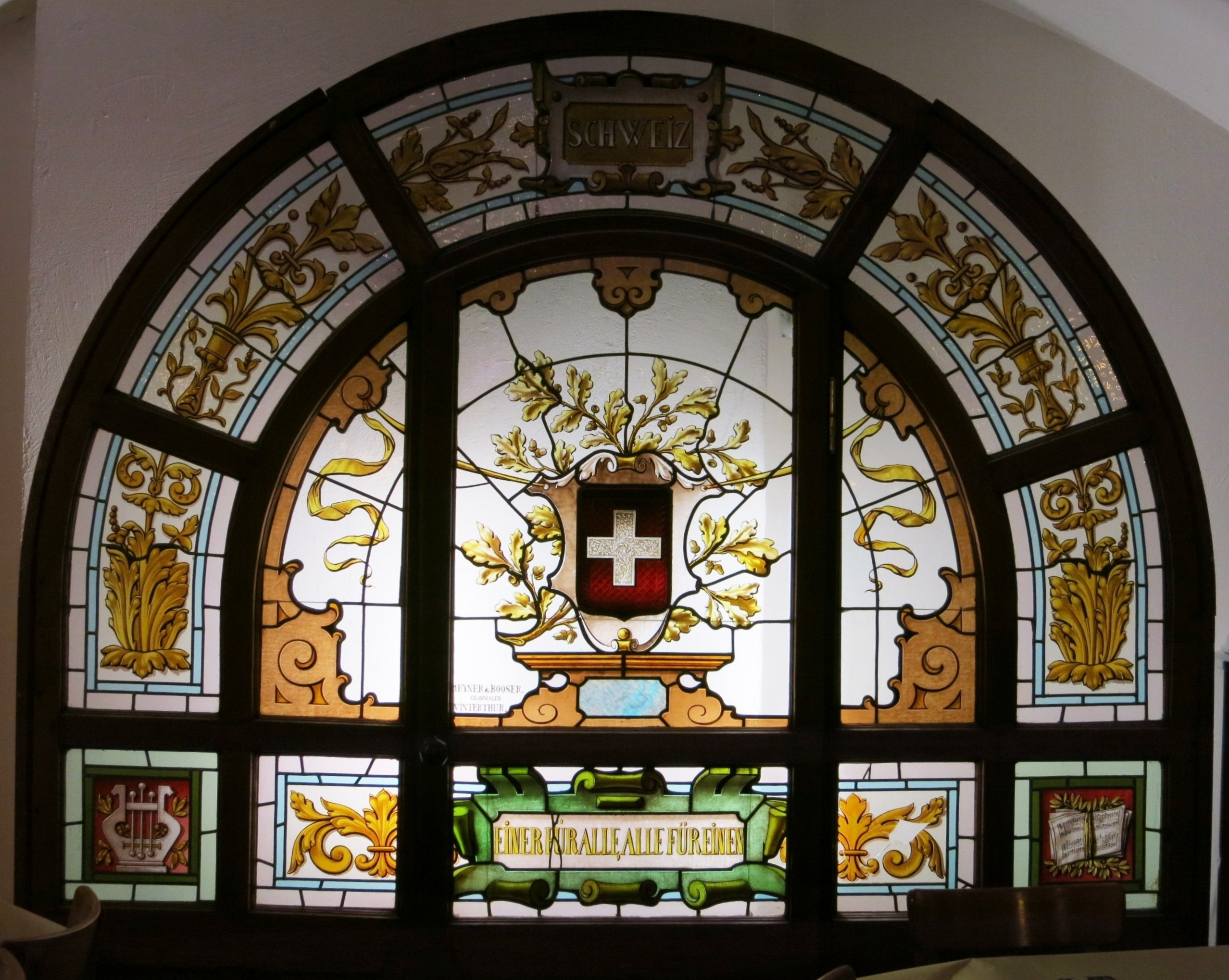
Витраж фирмы Meyner & Booser: Einer für alle, alle für einen

Хотя ни конституция, ни законы Швейцарии не устанавливают никакого официального или национального девиза, традиционный девиз «Один за всех, все за одного» является историческим выражением смысла федеративной политики Швейцарии, так как он фигурирует в большом количестве федеративных документов и символизирует завершение образования союзного государства.
Девиз стал популярным в XIX веке, после того как жестокая буря 1868 года привела к высокому паводку в центральных Швейцарских Альпах, особенно в кантоне Тессин. Федеральный совет после этого обратился с воззванием о пожертвованиях к швейцарскому народу. Пресса участвовала в воззвании о пожертвованиях и при этом использовала данный девиз, похожий также на призыв, появившийся в то время в Западной Швейцарии. Сбор средств на восстановление после стихийного бедствия в XIX веке привёл к образованию идентичности Швейцарии как нации доброй воли и укрепил федеративную солидарность.

## Принципы основного права в КНДР
В статье 63 Конституции Корейской Народно-Демократической Республики основные права и основные обязанности граждан Северной Кореи заключаются «в коллективистском принципе „Один за всех, все за одного!“».